# Setsubun

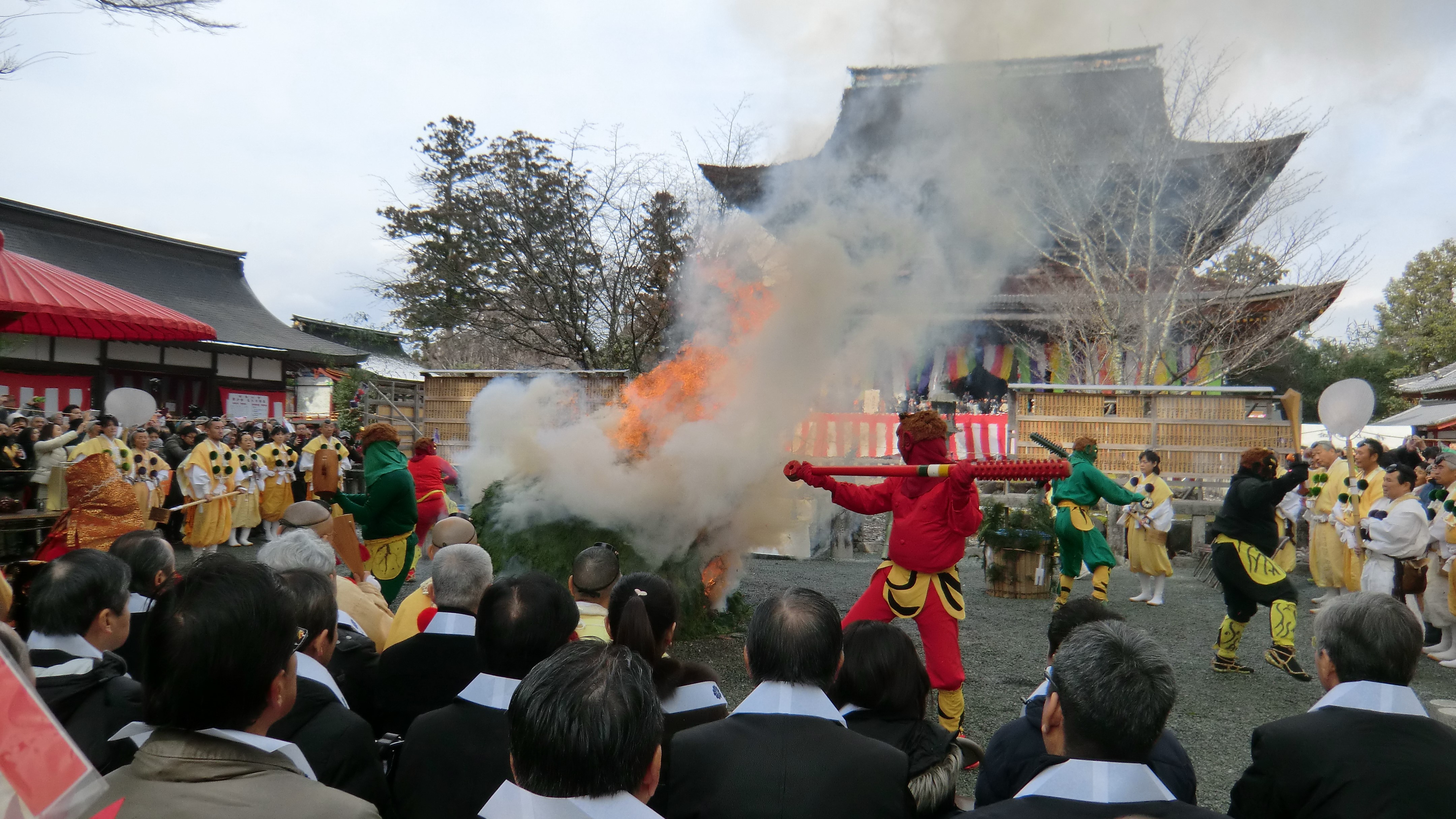
Kinpusen-ji.

Setsubun (節分) est une fête nationale japonaise non chômée qui célèbre l'arrivée du printemps selon l'ancien calendrier lunaire (calendrier agricole d'origine chinoise). De nos jours, elle est généralement célébrée le 3 février de chaque année. Elle est aussi appelée la « fête du lancer de haricots ».

## Origine

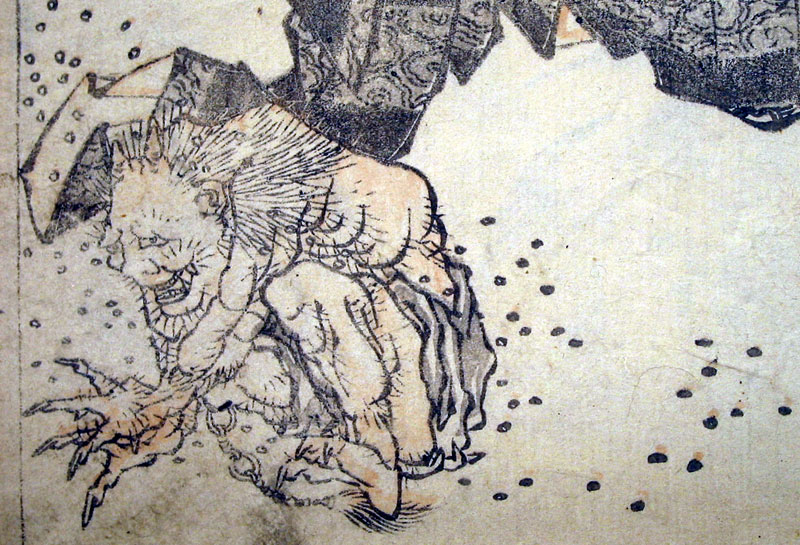
Oni chassé par des jets de haricots, par Hokusai (détail).

« Setsubun » désigne littéralement les nœuds du bambou qui séparent chaque section du tronc. Ces sections symbolisant chacune une saison, le setsubun est le moment charnière du passage d'une saison à l'autre. Il existait donc autrefois quatre fêtes de Setsubun, dont seule celle du « commencement du printemps » (立春, risshun), est encore célébrée de nos jours, le passage de l’hiver au printemps était considéré comme charnière d’une année à la suivante.
Cette célébration, d'origine chinoise, pénétra au Japon aux environs du VIIIe siècle (époque de Nara). À l'origine, Setsubun était une cérémonie d'exorcisation appelée tsuina (追儺) qui, à partir de la période Heian (IXe – XIIe siècles), fut célébrée de deux manières différentes[réf. souhaitée]. D'une part, elle devint une grande fête de palais, où les nobles chassaient à l'arc les mauvais esprits, et d'autre part, une fête religieuse, où les mêmes mauvais esprits étaient alors exorcisés à l'aide de haricots de soja (大豆, daizu). Il faut attendre la période Muromachi pour voir les deux cérémonies fusionner à nouveau.
Au milieu du XVe siècle naît un récit qui aurait popularisé le rite tsuina. Il raconte que, lorsqu'un démon était apparu sur le mont Kurama à Kyoto, celui-ci fut exterminé par un lancer de haricots de soja. À partir de la période Edo, la fête de Setsubun se démocratise et prend une forme proche de celle qui est pratiquée de nos jours.

## Cérémonie moderne

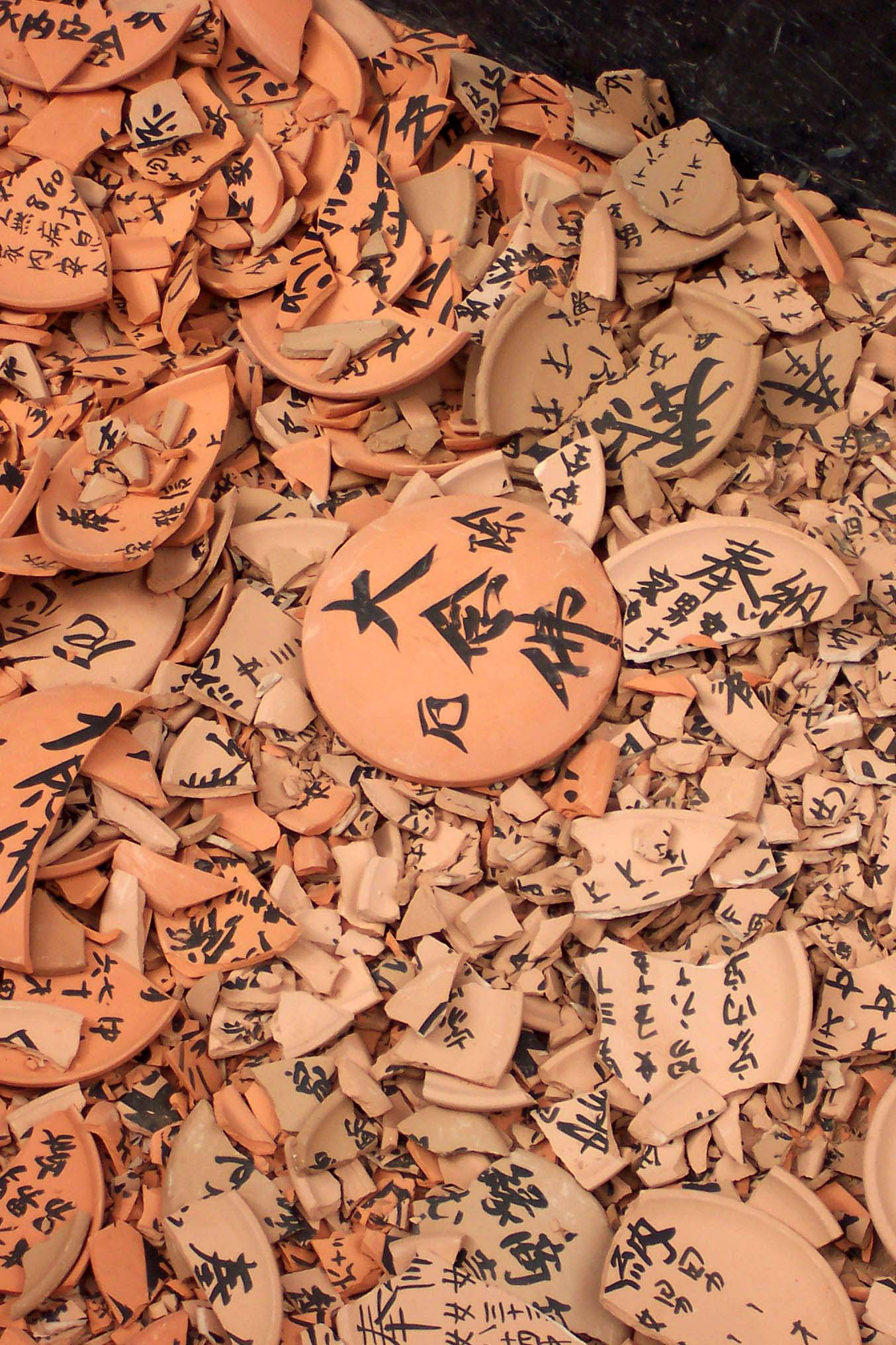
Assiettes vendues au Mibu-dera le jour de Setsubun sur lesquelles les gens peignent leur nom et qui sont brisées ensuite lors d'une représentation de kyôgen.

Setsubun est célébrée la veille de risshun, dont les dates sont fixées par l'Observatoire astronomique national du Japon selon les positions relatives de la Terre et du Soleil. Ainsi, Setsubun est le plus généralement le 3 février, mais il arrive qu'il tombe le 2 ou le 4 février.

### À la maison
De nos jours, la tradition la plus connue de Setsubun est le mame-maki (豆撒き). Il s'agit de lancer (撒く, maku, « semer ») des graines de haricots (豆, mame) grillées par la fenêtre des maisons en criant alternativement « Oni wa soto ! Fuku wa uchi ! » (鬼は外 ! 福は内 !), ce qui signifie « Dehors les démons ! Dedans le bonheur ! ». Il s'agit donc de faire fuir les forces néfastes incarnées par les oni (démons) qui cherchent à envahir le foyer chaque nouvelle année et d'attirer la bonne fortune dans la maison. Le pouvoir du mame-maki vient d’un jeu de mots : si un haricot (mame) entre dans l'« œil d’un démon » (ma-me), le « démon est anéanti » (ma-me).
Une autre tradition moderne veut que l'on mange un long maki appelé ehōmaki en un seul morceau, dans la direction ehō (恵方) afin d'être heureux le reste de l'année. Ehō est la direction annuelle d'eto (干支), qui représente les douze signes du zodiaque chinois. Cette tradition venue d’Osaka, où elle est appelée « marukaburizushi » (« rouleau de sushi croqué tel quel »), s'est répandue, d'abord dans la préfecture de Hyogo en 1983 par FamilyMart,, puis en 1998, après que la chaîne de konbini 7-Eleven l'a commercialisé dans tout le pays sous le nom d’ehōmaki.

### Au temple
Au sein des temples, la tradition varie. Certains ne gardent qu’une partie de l’exclamation : « Le bonheur dedans ! », tandis que d’autres invitent au contraire à l’intérieur les démons, qu’ils considèrent comme des divinités ou comme leurs envoyés.